# Утена
 Тази статия е за града в Литва.  За общината вижте Утена (районна община).  
Утена̀ (на литовски: Utena; на полски: Uciana; на беларуски: Уціна) е град в североизточна Литва. Административен център е на Утенски окръг, Утенска община, както и на Утенската енория, без да е част от нея. Самият град е обособен в самостоятелна градска енория с площ 15,1 км2.

## География
Намира се в етнографската област Аукщайтия. Разположен е край река Вижуона, на 97 километра северно от столицата Вилнюс и на 74 километра югозападно от Даугавпилс.

## История
Утена е един от най-старите градове в страната. За пръв път селището е споменато в историческите анали през 1261 година в писмо на великия княз Миндаугас до Ливонския орден.

## Население
Населението на града възлиза на 25 859 души (по приблизителна оценка от януари 2018 г.). Гъстотата е 1713 души/км2.
Демографско развитие

## Административно деление
Утена е разделен на 11 микрорайона.
| - Аукщакалнис - Ажуолия - Витуряй - Грибеляй - Даунишкис - Крашуона | - Прамонес районас - Раше - Смелис - Центрас - Шилине |

## Промишленост
Градът е известен със своята пивоварна промишленост.

## Спорт
Градът е дом на баскетболния клуб Ювентус (Утена).

## Личности
Родени в града
- Бърнард Лоун – американски лекар, кардиолог
- Айдас Лабускас – литовски шахматист
- Симона Крупецкайте – литовска колоездачка

## Градове-партньори
- Хелм, Полша
- Лидшьопинг, Швеция
- Прейли, Латвия
- Понтиния, Италия
- Ербах, Германия

## Топографски карти
- Лист от карта N-35-II Утена. Мащаб: 1 : 200 000. Състояние на местността към 1983 год. Издание 1985 г.